# Łukasz Bejger
Łukasz Bejger (Golub-Dobrzyń, 2002. január 11. –) lengyel korosztályos válogatott labdarúgó, a Śląsk Wrocław hátvédje.

## Pályafutása

### Klubcsapatokban
Bejger a lengyelországi Golub-Dobrzyń városában született. Az ifjúsági pályafutását a KS Piłkarz és a Lech Poznań csapatában kezdte, majd 2018-ban az angol Manchester United akadémiájánál folytatta.
2021-ben mutatkozott be a lengyel Śląsk Wrocław első osztályban szereplő felnőtt keretében. Először a 2021. február 28-ai, Pogoń Szczecin ellen 2–1-re megnyert mérkőzésen lépett pályára. Első gólját 2022. október 8-án, a Górnik Zabrze ellen hazai pályán 4–1-es győzelemmel zárult találkozón szerezte meg.

### A válogatottban
Bejger az U16-os, az U17-es, az U19-es, az U20-as és az U21-es korosztályú válogatottakban is képviselte Lengyelországot.
2021-ben debütált az U21-es válogatottban. Először a 2021. szeptember 3-ai, Lettország ellen 2–0-ra megnyert mérkőzésen lépett pályára. Első válogatott gólját 2021. október 12-én, San Marino ellen 3–0-ás győzelemmel zárult U21-es EB-selejtezőn szerezte meg.

## Statisztikák
2023. március 10. szerint
| Klub          | Szezon   | Osztály     | Bajnokság | Bajnokság | Kupa és Ligakupa | Kupa és Ligakupa | Nemzetközi | Nemzetközi | Összesen | Összesen |
| Klub          | Szezon   | Osztály     | Meccs     | Gól       | Meccs            | Gól              | Meccs      | Gól        | Meccs    | Gól      |
| ------------- | -------- | ----------- | --------- | --------- | ---------------- | ---------------- | ---------- | ---------- | -------- | -------- |
| Śląsk Wrocław | 2020–21  | Ekstraklasa | 11        | 0         | 0                | 0                | —          | —          | 11       | 0        |
| Śląsk Wrocław | 2021–22  | Ekstraklasa | 23        | 0         | 0                | 0                | 1          | 0          | 24       | 0        |
| Śląsk Wrocław | 2022–23  | Ekstraklasa | 11        | 2         | 2                | 0                | —          | —          | 13       | 2        |
| Összesen      | Összesen | Összesen    | 45        | 2         | 2                | 0                | 1          | 0          | 48       | 2        |